# Malletia johnsoni
Malletia johnsoni är en musselart som beskrevs av Clark 1961. Malletia johnsoni ingår i släktet Malletia och familjen Malletiidae. Inga underarter finns listade i Catalogue of Life.